# Peščano kupatilo
Peščano kupatilo je deo laboratorijskog pribora koji se sastoji od kontejnera napunjenog zagrejanim peskom. Ono se koristi za omogućavanje ravnomernog zagrevanja posude koja se nalazi u njemu, najčešće tokom hemijske reakcije.
Peščano kupatilo se obično zagreva toplom pločom ili grejnim plaštom. Laboratorijska čaša se napuni peskom ili metalnim kuglicama i stavi se na ploču ili u plašt. Reakcioni sud je delom pokriven peskom ili kuglicama. Pesak ravnomerno provodi toplotu sa ploče na sve strane reakcionog suda. Ova tehnika omogućava reakcionom sudu da se potpuno zagreje sa minimalnim mešanjem, što skraćuje trajanje reakcije i umanjuje mogućnost pojave nusprodukata na višim temperaturama.
Peščano kupatilo je jedan od najstarijih delova laboratorijskog pribora, koji su koristili i alhemičari.

## Literatura
- Cyclopaedia, or an Universal Dictionary of Arts and Sciences. 1728.